# Jan Willem Cornelis van Ittersum

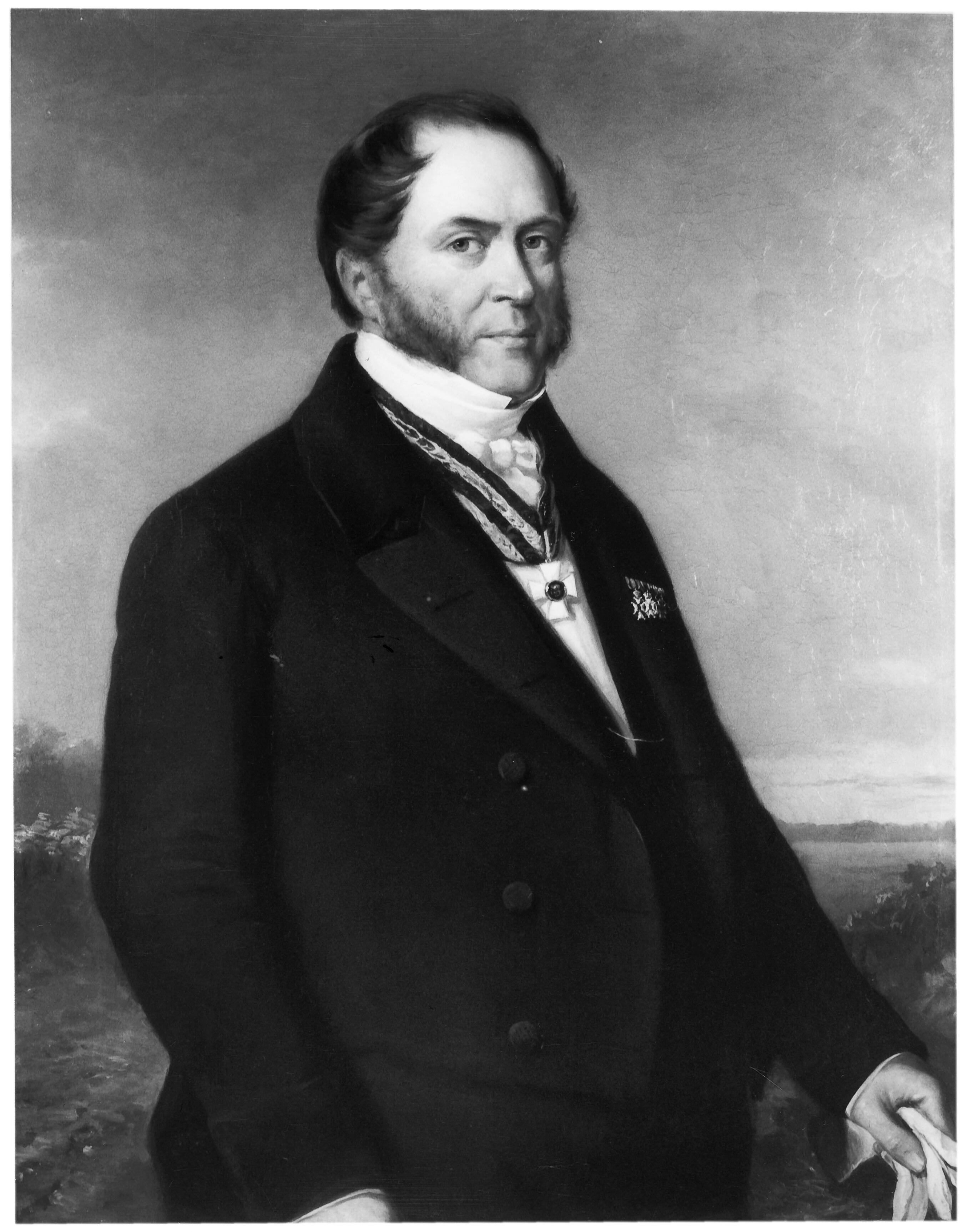
Jan Willem Cornelis van Ittersum door Jan Ensing in 1855

Jan Willem Cornelis baron van Ittersum (Kampen, 29 januari 1803 – Groningen, 23 januari 1880) was een Nederlands bestuurder en politicus.

## Leven en werk
Van Ittersum, zoon van Lodewijk Arend baron van Ittersum en Johanna Sippena Boldewina Adriana van Merwede, werd eind 1840 benoemd tot directeur van het postkantoor in Groningen. Bij besluit van 1 november 1847 werd hij benoemd tot burgemeester van die stad, waarbij hij toestemming kreeg om beide functies gelijktijdig te vervullen. Echter, in de loop van het volgende jaar, bleek dat zijn benoeming strijdig was met een eerder Koninklijk Besluit. Hij diende een van beide functies te beëindigen. Volgens de Leeuwarder Courant was dit voor de inwoners van Groningen een treurmare en gehoopt werd op alsnog een ontheffing. Van een ontheffing was echter geen sprake en Van Ittersum legde zijn functie per 1 januari 1849 neer. Hij werd opgevolgd door Gustaaf Willem Hendrik baron van Imhoff.
Van Itersum was in 1829 te Zwolle gehuwd met de uit Emden afkomstige Ockje Meder, dochter van de theoloog Helias Meder. Voordat hij in Groningen directeur van het postkantoor werd, bekleedde hij dezelfde functie in Almelo. Tijdens de Belgische Opstand meldde hij zich samen met vijf broers om dienst te doen. Als kapitein bij de Gelderse schutterij maakte hij de Tiendaagse Veldtocht mee en werd onderscheiden vanwege het tegenhouden van de vijand op 6 augustus 1831 bij Houthalen tot ridder vierde klasse van de Militaire Willems-Orde.
Van Ittersum was lid van Provinciale Staten van Groningen. Hij was kamerheer in buitengewone dienst van de koningen Willem I, Willem II en Willem III. Net als koning Willem II was Van Ittersum vrijmetselaar; zo was hij achtereenvolgens lid van de vrijmetselaarsloges 'Fides Mutua' te Zwolle (1827), 'De Geldersche Broederschap' te Arnhem (1827) en de loge L'Union Provinciale te Groningen (1833).
Naast ridder in de Militaire Willems-Orde, was Van Ittersum ook ridder in de Orde van de Nederlandse Leeuw en commandeur in de Orde van de Eikenkroon.
Van Ittersum is de grootvader van Jan Willem Tellegen, onder meer burgemeester van Amsterdam in de periode 1915-1921.
- Biografisch Portaal: 49992714
- Digitale Bibliotheek voor de Nederlandse Letteren: itte014
- International Standard Name Identifier: 0000 0003 9080 9307
- Nederlandse Thesaurus van Auteursnamen: 170359026
- Virtual International Authority File: 284513364
- WorldCat: E39PBJcrbTdDTq9vjtyKVj86Kd